# .va
.va és el domini de primer nivell territorial (ccTLD) de la Ciutat del Vaticà, administrat per l'Oficina d'Internet de la Santa Seu.
El nombre de registres és reduït, ja que no està obert al públic i tan sols s'hi admenten dominis relacionats amb la Santa Seu i les seves institucions.
Alguns dels dominis més rellevants són:
- www.vatican.va: Pàgina de la Santa Seu.
- www.vaticanstate.va Arxivat 2010-02-09 a Wayback Machine.: Pàgina del govern de la Ciutat del Vaticà.
- www.osservatoreromano.va: Pàgina de l'Osservatore Romano, el diari oficial del Vaticà.